# Ostrinia
Ostrinia és un gènere d'arnes de la família Crambidae descrit per Jacob Hübner el 1825. Diversos d'ells, incloent el barrinador europeu del moresc, són plagues agrícoles.

## Taxonomia
- Ostrinia avarialis Amsel, 1970
- Ostrinia dorsivittata (Moore, 1888)
- Ostrinia erythrialis (Hampson, 1913)
- Ostrinia furnacalis (Guenée, 1854) - barrinador asiàtic del moresc.[2][3]
- Ostrinia kasmirica (Moore, 1888)
- Ostrinia kurentzovi Mutuura & Munroe, 1970
- Ostrinia latipennis (Warren, 1892)[3]
- Ostrinia marginalis (Walker, 1866)[4]
- Ostrinia nubilalis (Hübner, 1796) - barrinador europeu del moresc.[4]
- Ostrinia obumbratalis (Lederer, 1863) - barrinador de la mala herba.[4]
- Ostrinia ovalipennis Ohno, 2003[5]
- Ostrinia palustralis (Hübner, 1796)[3]
- Ostrinia penitalis (Grote, 1876) - barrinador americà del lotus[4]
- Ostrinia peregrinalis (Eversmann, 1852)
- Ostrinia putzufangensis Mutuura & Munroe, 1970
- Ostrinia quadripunctalis (Denis & Schiffermüller, 1775)
- Ostrinia sanguinealis (Warren, 1892)
- Ostrinia scapulalis (Walker, 1859)[2][3]
- Ostrinia zaguliaevi Mutuura & Munroe, 1970[3]
- Ostrinia zealis (Guenée, 1854)[3]

## Espècie disputada
- Ostrinia maysalis P. Leraut, 2012, descrita a França.

## Problemes a l'agricultura
El barrinador asiàtic del moresc (Ostrinia furnacalis), és una de les plagues més grans de blat de moro a Àsia, que causa un 10% -30% de les pèrdues de les collites i, en alguns casos, fins a un 80% de pèrdua de les collites. Aquestes plagues contenen patògens fúngics (com ara Bipolaris maydis i Curvularia lunata) que causen malalties als cultius.